# 아스타를 향해 차구차구
《아스타를 향해 차구차구》는 대한민국의 애니파크가 제작하고 CJ ENM게임사업부문에서 운영 중인 온라인 게임 《차구차구》의 구성을 모토로 하는 텔레비전 애니메이션이다.

## 개요
현재 넷마블에서 서비스 중인 온라인 게임 《차구차구》의 구성을 모토로 하는 텔레비전 애니메이션이다. 일반적인 스포츠물이 아닌 카드를 사용한 축구라는 것과, 스포츠를 소재로 하는 애니메이션이지만 주인공이 선수가 아닌 감독이라는 점이 새롭고 신선한 내용.

## 줄거리
지상 최고의 스포츠, 축구가 세상의 중심인 시대! 승리만을 추구하며 축구의 즐거움을 잃어버린 이 때, 스스로 즐길 줄 아는 축구를 진짜라 믿는 이단아들이 등장한다. 초긍정 꼬마감독 차구와 유아독존 스트라이커 메이르, 그리고 그에 동화된 오합지졸 동료들이 보여주는 신나는 축구! 지금껏 보지 못한 신개념 카드로딩 축구와 함께 진정한 축구의 의미를 되새긴다!

## 등장 인물

### 타이거 킹즈
주인공 차구가 만든 축구팀으로 해체된 돌핀 위너스의 팀원 일부와 차구가 새로 모은 팀원들, 그리고 이글 타이푼즈에서 방출된 메이르가 합세하여 만들어진 팀이다. 팀의 이름은 10여년 전 아스타컵 최고의 축구팀으로 이름을 날렸던 동명의 팀에서 따 왔다.
- 강차구  
  - 나이: 12세
  - 생일: 1월 20일
  - 포지션: 감독

타이거 킹즈의 감독. 축구에 굉장히 관심이 많은 아이이며 매우 밝고 긍정적인 마음가짐의 소유자이다. 축구팀의 이력이나 전술, 팀의 운용 등등 축구에 관해서는 모르는 것이 없지만 정작 자신은 몸이 약해서인지 축구를 직접 하지는 못하고 대신 감독이 된다. 아버지인 마구가 자식이 축구를 하는 것을 달가워하지 않기 때문에 지금은 축구팀을 꾸리고 있다는 것을 비밀로 하고 있다.
- 메이르  
  - 나이: 13세
  - 생일: 9월 3일
  - 포지션: 스트라이커
  - 등번호: 9
  - 사용기술: 퍼펙트 스톰, 마르세유 턴

타이거 킹즈의 주전 공격수. 자기중심적이고 사나운 성격을 가지고 있어서 팀원들과 잘 융화하지 못한다. 축구 세계를 이끌고 있는 엘레멘탈 그룹의 회장 라모스의 손자로 원래는 이글 타이푼즈 팀의 주장이었으나 라모스 회장의 사후 팀에서 방출되고 만다. 라모스가 올해 주니어 아스타컵에서 우승한 팀에게 모든 유산을 상속할 것이라는 유언을 남겼기 때문에 어떻게 해서든 새로운 팀을 구해 아스타컵에 출전하려고 하지만 그 누구도 팀원으로 받아주려 하지 않는다. 하지만 차구를 우연히 만나게 되어 새로운 팀인 타이거 킹즈 소속으로 겨우 다시 축구를 시작할 수 있게 된다. 감정이 상하면 상대방의 멱살을 잡는 일이 잦다.
- 수지  
  - 나이: 13세
  - 생일: 8월 3일
  - 포지션: 미드필더
  - 등번호: 7
  - 사용기술: 볼트 대쉬, 매직 애로우

원래는 축구장에서 일하던 볼걸(ball girl)이었으나 메이르를 좋아하여 메이르와 함께 하고 싶다는 생각으로 축구를 시작하게 된다. 겉으로는 유약해 보이지만 속으로는 축구에 대한 재능을 숨기고 있으며, 차구가 이를 발견하고 잘 지도해 주는 덕분에 점점 축구에 재미를 붙여가고 있다. 외모 때문에 볼걸 시절부터 팬이 많다고 한다.
- 민우  
  - 나이: 13세
  - 생일: 8월 14일
  - 포지션: 골키퍼
  - 등번호: 1
  - 사용기술: 천리안

타이거 킹즈의 주장. 원래는 돌핀 위너스의 후보 선수였으나 돌핀 위너스가 해체된 이후 차구의 타이거 킹즈에 합류하게 된다. 체격은 왜소하지만 돌핀 위너스 시절 호파 감독의 조수를 하면서 배웠기 때문에, 축구에 관해 아는 것이 많으며 경기에 대한 분석 능력이 뛰어나다. 따라서 감독의 역할도 어느 정도 수행할 수 있는 정도이다. 이후 이 능력을 인정한 차구가 타이거 킹즈의 주장 자리를 맡긴다.
- 다보 
  - 나이: 13세
  - 생일: 4월 23일
  - 포지션: 미드필더
  - 등번호: 6
  - 사용기술: 삼지창 태클

타이거 킹즈의 공격수. 돌핀 위너스의 해체 이후 남은 선수들을 이끌고 아스타컵에 출전하려고 하나 결국 차구의 타이거 킹즈로 들어가게 된다. 다혈질적인 성격이라 쉽게 화를 내지만 한편으로는 사려깊은 마음씨를 가지고 있다. 메이르와 다투는 일이 잦다.
- 쏘니 
  - 나이: 13세
  - 생일: 9월 10일
  - 포지션: 윙어
  - 등번호: 11
  - 사용기술: 네버 스탑

원래 돌핀 위너스 소속이었으나 돌핀 위너스가 해체된 이후 차구의 타이거 킹즈에 합류하게 된다. 본디 육상부 출신으로 발이 빠르지만 트래핑 능력은 상대적으로 부족하다. 유안을 좋아하고 있다.
- 유안  
  - 나이: 13세
  - 생일: 11월 9일
  - 포지션: 미드필더
  - 등번호: 13
  - 사용기술: 얼음의 대장벽

차구가 새로 모집한 팀원 중 하나. 원래 아이돌 지망생이었으나 아이돌만큼 유명해질 수 있다는 이유 때문에 축구선수가 되기로 한다. 축구에 관해서는 완전히 문외한이었으나 집중력과 순발력이 좋다는 이유로 차구에 의해 팀원으로 발탁된다. 연습 도중에도 매번 거울을 꺼내서 볼 정도로 외모에 신경을 많이 쓴다. 수지 말고 자기가 팀의 마스코트가 되어야 한다고 생각한다.
- 코코  
  - 나이: 12세
  - 생일: 5월 6일
  - 포지션: 미드필더
  - 등번호: 8
  - 사용기술: 돌핀 크로스, 캣 스타일

차구가 새로 모집한 팀원 중 하나. 축구선수가 되려는 이유는 분명치 않다. 외국인이기 때문에 한국어가 서툴러 의사소통이 잘 안 되는 경우가 많고 축구에 관해서는 문외한이나 고산지대에서 자라 운동신경이 좋고 볼을 다루는 재능을 가지고 있다. 그 덕분에 차구에 의해 팀원으로 발탁된다.
- 바오 
  - 나이: 12세
  - 생일: 2월 24일
  - 포지션: 수비수
  - 등번호: 4

차구가 새로 모집한 팀원 중 하나. 원래 나이보다 한참은 더 나이들어 보이는 얼굴 때문에 성인으로 오해받는 경우가 많다. 따라서 또래 친구들을 많이 사귀기 위해 축구선수가 되기로 한다. 체격은 좋은 편이지만 운동신경이 좋지 않은 것이 흠이다.
- 라쿤  
  - 나이: 13세
  - 생일: 6월 1일
  - 포지션: 수비수
  - 등번호: 5
  - 사용기술: 철벽의 턱, 공포의 반죽

원래 돌핀 위너스 소속이었으나 돌핀 위너스가 해체된 이후 차구의 타이거 킹즈에 합류하게 된다. 큰 덩치에 비해 성격은 조용조용한 편이다.
- 핑과 퐁
  - 나이: 13세
  - 생일: 9월 27일
  - 포지션: 수비수
  - 등번호: 3(핑), 2(퐁)
  - 사용기술: 허리케인 스루, 돌핀 크로스,쌍둥이 매

1분 차이로 태어난 쌍둥이 형제로 둘 다 돌핀 위너스 소속이었으나 돌핀 위너스가 해체된 이후 차구의 타이거 킹즈에 합류하게 된다. 하지만 말만 쌍둥이. 팀워크가 잘 맞지 않지만 19화 ( 케이블에선 18화 )부터 차차 팀워크가 좋아진다.
- 슈렌 : 
  - 나이: 11세
  - 생일: 1월 21일
  - 포지션: 미드필더
  - 등번호: 12
  - 사용기술: 없음. 2기에 나올듯

발칸의 조카이며 20화에서 후보선수로 등록된 선수. 타이거킹즈 팀 중에서 막내이다. 반칙을 잘 쓰는 타칸의 천적. 성격은 활발하고 밝다.

### 이글 타이푼즈
주니어 아스타컵의 강팀.
- 체사  
  - 나이: 35세
  - 생일: 11월 3일

이글 타이푼즈 팀의 감독으로, 과거에는 아스타컵 전설의 팀인 타이거 킹즈의 주전 공격수였다. 그러나 10년 전 어떤 사건 때문에 선수를 그만두고 유소년 팀의 감독으로 활동하게 된다. 철저하게 짜여진 전술 하에서 팀 전체가 기계처럼 움직이는 것이 진정한 축구라는 사상을 가진 사람이다.
- 가비 
  - 등번호: 7

이글 타이푼즈 팀의 선수로 메이르가 이글 타이푼즈에 있던 시절에는 메이르에게 밀려 2인자 자리에 머물고 있었던 듯하다. 감독의 지시에 따르는 것을 우선으로 여기는 체사 밑에서 때로는 자신만의 판단으로 축구를 하려 하지만 묵살당한다.
- 하쿠 :

원래 돌핀 위너스의 주전 공격수였으나 돌핀 위너스가 해체될 위기에 처하자 다른 구단주에게 어필할 정도로만 경기에 임하는 기회주의자다. 돌핀 위너스가 해체된 이후 이글 타이푼즈에 합류하게 된다.
- 타칸

### 드래곤 윙즈
주니어 아스타컵 최고의 팀 중 하나이다. 자신들이 진정으로 강하다고 생각하는 상대가 아니면 카드 기술을 잘 사용하지 않는 것으로 알려져 있으며 따라서 카드 기술에 의존하기보다 선수들의 기본 기량을 중요시한다.
- 타오
  - 나이: 13세
  - 생일: 4월 6일
  - 등번호: 10
  - 사용기술: 적룡승천

드래곤 윙즈의 주전 공격수이자 작년도 아스타컵 MVP. 체력, 축구 실력, 축구에 대한 태도 등 모든 면에서 완벽에 가깝다. 그리고 성격도 또한 매우 착하지만 어째서인지 메이르 한테만은 까칠한것 같다.. 엄청난 실력을 바탕으로 드래곤 윙즈에게 작년 아스타컵 우승컵을 안겨준 주역이다. 차구의 아버지 마구가 만든 핫도그를 매우 좋아하며 차구와도 오래 전부터 친하게 지낸 사이이다.
- 왕 감독

드래곤 윙즈의 감독. 겉으로는 온화해 보이나 속으로는 지략가적인 면모를 감추고 있다.
- 첸 : 
  - 등번호: 7

드래곤 윙즈의 심장이라고 불리는 선수이다.
태극권과 명상으로 수련한 정신으로 아무리 강한 적이 나타나도 잘 놀라지 않는다고 한다.

### 크로우 테크네
축구에 있어서 장비의 사용을 중요시하는 팀으로 팀원들은 모두 특수한 유니폼을 입고 나온다. 이 유니폼은 돈이 많은 구단인 크로우 테크네가 많은 비용을 투자하여 개발한 것으로 차징할 때 부풀어올라 상대방을 밀쳐내기도 하고 로켓 분사를 통해 점프를 돕기도 한다. 하지만 장비에 너무 의존하는 탓인지 기본기는 약한 편이다.
- 팀 사용 기술: 좀비 태클

- 코투

크로우 테크네의 감독
- 비코
  - 등번호: 10
  - 사용기술: 에일리언 미슬, 탱크 러쉬, 어둠의 낫, 미사일 슈즈

크로우 테크네의 주전 공격수
- 대만
  - 등번호: 9

### 울프 스피리츠
지난해 아스타컵 4강 진출 팀으로 전체 공격, 전체 수비를 특징으로 하는 팀이다.
- 리아나

울프 스피리츠의 감독
- 디노
  - 등번호: 10

울프 스피리츠의 주장

### 라이노 스트롱
타이거킹즈와 같은 신생팀. 힘으로 부딪치는 공격은 강하지만 수비가 약하다는 특징을 가지고 있다.
- 팀 사용 기술: 행군하는 누우떼

- 우바차
  - 사용기술: 라이노 스트라이크

라이노 스트롱의 주장
- 골린

라이노 스트롱의 중앙 미드필더
- 아시안

라이노 스트롱의 플레이메이커
- 치타

라이노 스트롱의 윙어

### 로열 그리핀즈
작년 아스타컵 4강에 진출한 저력의 팀이다.
역사가 오래된만큼 자존심이 강해서 팔콤의 승부조작 제의에도 당당히 거절했다. 또한 팔콤이 멋대로 심판을 매수해서 부당한 방식으로 이기자, 그 즉시 인터뷰에서 경기의 실체를 폭로하고 재경기를 요청하는 당돌함도 있다.
- 소라

최고의 중원사령관이자 패스 능력자 소리를 듣는 미드필더.로열 그리핀즈의 주장이자 로열 그리핀즈 최초의 여성선수이다. 실제 인기가 많은 편이다
- - 사용기술 : 그리핀의 날개,글로리 라이트닝

- 릭 : 로열 그리핀즈의 골키퍼

- 모니카 : 로열 그리핀즈의 수비수 성우:김율[1]

### 기타
- 강마구  
  - 나이: 41세
  - 생일: 5월 9일

차구의 아버지. 지금은 축구장에서 핫도그 장사를 하며 생계를 이어가고 있지만 아주 오래 전에는 축구선수였다. 그러나 부상 때문에 선수 생활을 접고 이후 전설의 축구팀 타이거 킹즈를 이끌던 감독이 된다. 당시 휘하의 선수였던 체사와 함께 팀을 지휘할 때 타이거 킹즈의 아스타컵 7연패를 이끈 주역이기도 했다. 그러나 10년 전 어떤 사건을 계기로 축구계를 떠나게 된다. 축구에 대해 안 좋은 기억이 있기 때문인지 아들인 차구가 축구를 하는 것을 반대했지만 차구가 자신처럼 훌륭한 감독이 되겠다는 얘기를 들은 후 차구의 경기를 지켜보고 있다
- 팔콤 :

엘레멘탈 그룹의 본부장. 라모스 회장의 사후 유언에 담긴 약점을 이용해 엘레멘탈 그룹을 장악하려고 한다. 따라서 메이르를 사사건건 방해하여 아스타컵 우승에 이르지 못하게 하려고 한다. 교활한 성격의 소유자로 엘레멘탈 그룹의 경영권을 가져간 직후 이글 타이푼즈의 구단주를 맡게 된다.
- 라모스

엘레멘탈 그룹의 회장. 어느 날 갑자기 손자인 메이르에게 "올해 주니어 아스타컵의 우승팀에게 엘레멘탈 그룹의 소유권 및 모든 유산을 상속하겠다."는 말만 남기고 사망했다는 소식을 유포했지만 다른 사람처럼 분장을 하면서 메이르를 지켜보고 있다.
- 발칸

오래 전 '힘 축구'의 대명사였던 감독이었으나 현재는 깊은 산 속의 한 산장에서 살고 있다. 대회를 불과 2주일 앞둔 시점에서 타이거 킹즈가 특훈을 시켜달라고 무작정 찾아간 대상이다. 선수 시절에는 강마구와 같은 팀 동료였로서 잘 알고 지낸 사이이다. 마구가 축구계를 떠나게 만든 10년 전의 사건과 간접적으로 연관이 있다.
- 걸스 스톰

메이르의 극성 팬클럽이다.
- 발터

메이르의 집사.
- 해설자들 (저우룬, MC일건)

- 카린

옛날에 "중원의 투신"이라 불리었던 전설의 수비형 미드필더이다. 발칸의 부탁으로 타이거킹즈의 훈련을 돕는다.

## 목소리 출연
- 안현서 - 강차구
- 신용우 - 메이르
- 이재현 - 수지, 슈렌, 첸
- 이자명 - 민우
- 전태열 - 다보
- 이호산 - 쏘니, 하쿠, 라모스
- 김율 - 유안, 가비
- 남도형 - 바오, 체사, 타오
- 박영재 - 라쿤
- 박신희 - 코코, 소라[2]
- 최한 - 강마구
- 이장원 - 팔콤

## 주제가
- 오프닝: 〈시간이 또〉
  - 작사·작곡: 등푸른 고등어
  - 노래: 정재윤(툴라)

- 엔딩: 〈We Are the Champion〉
  - 작사: 주시, 정윤선
  - 작곡: 주시
  - 노래: 류혜림

## 제작진
- 책임프로듀서: 김찬규
- 총괄기획: 이혜원
- 기획: 김의건, 김훈
- 원작: 온라인 게임 차구차구(애니파크 제작, CJ ENM 제공)
- 프로듀서: 이순주, 이혜원, 김의건, 맹준재
- 애니메이션 프로듀서: 김훈, 김정선, 고혜라, 염민혜, 정다은, 조수호
- 라인 프로듀서: 허기동
- 마케팅: 윤혜영, 권오성, 정유미
- 총감독: 엄상용
- 총작감: 박창환
- 애니메이션 제작: CJ ENM, 넥스토리, 애니하우스 썬
- 프리 프로덕션 감독: 백종석
- 구매관리 : 정재섭
- 시나리오: 이종규, 박세준, 이승희
- 스토리 보드: 양진철, 엄상용, 최지원, 김영수, 차동석, 최순철, 정훈, 고세윤
- 애니메이션 관리 : 이승호, 노재은, 이기호, 차영섭, 이의중
- 애니매틱스: 김수경, 임세현
- 아트 디렉터: 강승현, 김요한
- 캐릭터 디자인: 최가영, 박창환
- 소품 디자인: 김요한
- 색채 설계: 김요한, 최가영
- 배경 디자인: 강승현, 백종석, 김수경, 이현호
- 배경 관리 : 차정민, 정재섭, 이수훈, 강은희
- 배경 감독: 이대희, 성대용
- 배경: 차주선, 박성현, 이주영, 이혜인, 송규환
- 애니메이션 감독: 이영돈, 이민구, 이지훈, 황영식, 김명심, 안재호, 박마강, 이동규, 김대훈, 임승봉, 김상민, 김중호
- 작화 감독: 김은하, 이미영, 이정훈, 송진영, 임진욱
- 레이아웃: 김준오, 정진영, 권오식, 정호원, 장성호, 김희강, 원은숙, 이상일, 박선경, 김성범, 조용운, 김형태, 김영채, 이상진, 강태식, 김종범, 김용선, 황성원, 서병진
- 원화: 김기선, 노선영, 최유영, 장상미, 김민정, 권희재, 김경미
- 동화 작감: 김진기
- 동화: 김윤업, 손혜진, 최정자, 김유정, 김경연, 이나라, 임현정, 이헌희. 신은주, 이아름, 하일지, 최유영, 여진영
- 컬러 체크 · 색지정: 최순이, 한병화
- 채색: 박정아, 장소영, 김미영, 김경옥, 박경희, 나미애, 이춘자, 최순이, 한명화
- 3D 모델링: 백종석
- 3D 디렉터 : 정재섭
- 3D 애니메이션: 엄중현, 권혁민, 김현근
- 편집: 백종석, 임세현, 김수경
- 무빙 관리 : 정재섭, 원호진, 이수동
- 아트디자인 : 이모현
- 특별감독 : 오승진, 이성동, 주동민, 김한섭, 이진호
- 제작 진행: 최재혁, 이성연, 서동호, 고혜림
- 촬영 감독: 오성하, 원제형
- 촬영: 정용재, 이상규, 박민수, 박은정
- 녹화: 서울애니메이션센터(SBA), 황인수
- 제작 협력·연출 지원: 이동욱 (스프라우트)
- 사운드 슈퍼바이저: 박덕수
- 더빙연출: 박선영
- 조연출: 전소라
- 음악 감독: 김정아
- 음악: 바인 뮤직 팀
- 믹싱 스튜디오: 스톰
- 대사 녹음: 여예성, 용혜원
- 사운드 디자인: 최진영, 오상윤
- 타이틀 연출: 애니선 재팬
- 타이틀 제작: 애니하우스 썬
- 타이틀 레이아웃·원화: 안태근, 양진철, 이영돈
- 홍보: 박정재(KBS), 장세희(CJ ENM)
- 홈페이지: 민지선, 홍자인 (KBS 미디어)
- 편집 감독: 최승필, 이태우
- 컴퓨터 그래픽: 황은서
- 연출: 이순주
- 기획: KBS
- 제작: CJ ENM 방송사업부문

## 방영 목록

#### 2014년
| 회차 | 방영일    | 부제 (서브 타이틀)        |
| ---- | --------- | ------------------------- |
| 1화  | 5월 31일  | 운명의 만남               |
| 1화  | 5월 31일  | 메이르의 위기             |
| 2화  | 6월 7일   | 최강 MVP 타오             |
| 2화  | 6월 7일   | 승부의 시작               |
| 3화  | 6월 14일  | 두근두근 오디션           |
| 3화  | 6월 14일  | 연습장소가 필요해         |
| 4화  | 6월 21일  | 타이거 킹즈대 돌핀 위너스 |
| 4화  | 6월 21일  | 새로운 팀의 탄생          |
| 5화  | 6월 28일  | 각자의 준비               |
| 5화  | 6월 28일  | 뜻밖의 연습상대           |
| 6화  | 7월 5일   | 반칙왕 비코               |
| 6화  | 7월 5일   | 팀의 구멍은 누구          |
| 7화  | 7월 12일  | 특훈을 가자               |
| 7화  | 7월 12일  | 발칸과의 만남             |
| 8화  | 7월 19일  | 10년 전의 기억            |
| 8화  | 7월 19일  | 강슛의 비밀               |
| 9화  | 7월 26일  | 유니폼이 필요해           |
| 9화  | 7월 26일  | 개막 - 주니어 아스타컵    |
| 10화 | 8월 2일   | 지난 이야기 - 전설의 시작 |
| 11화 | 8월 9일   | 지치지 않는 늑대들        |
| 11화 | 8월 9일   | 발상의 전환               |
| 12화 | 8월 16일  | 정정당당한 승부           |
| 12화 | 8월 16일  | 가자 32강으로             |
| 13화 | 8월 23일  | 강마구 대 차구            |
| 13화 | 8월 23일  | 우리 집에 왜 왔니?        |
| 14화 | 8월 30일  | 강한 것을 이기는 부드러움 |
| 14화 | 8월 30일  | 질풍의 라이노스트롱(상)   |
| 15화 | 9월 6일   | 질풍의 라이노스트롱(하)   |
| 15화 | 9월 6일   | 투혼의 헤딩슛             |
| 16화 | 9월 13일  | 천상의 에이스             |
| 16화 | 9월 13일  | 넘을 수 없는 벽           |
| 17화 | 9월 20일  | 폭탄고백                  |
| 17화 | 9월 20일  | 메이르의 사연             |
| 18화 | 10월 25일 | 뜻밖의 1일 감독           |
| 18화 | 10월 25일 | 좋은 패스를 하려면?       |
| 19화 | 11월 8일  | 빗속의 공방전             |
| 19화 | 11월 8일  | 최강의 수비 콤비          |
| 20화 | 11월 15일 | 나의 역할                 |
| 20화 | 11월 15일 | 외계인 골키퍼 줄리앙      |
| 21화 | 11월 22일 | 라모스 회장의 계획        |
| 21화 | 11월 22일 | 통곡의 별 줄리앙          |
| 22화 | 11월 29일 | 아빠의 조언               |
| 22화 | 11월 29일 | 12번째 선수               |
| 23화 | 12월 6일  | 운명의 승부차기           |
| 23화 | 12월 6일  | 최강의 수호신은누구?      |
| 24화 | 12월 13일 | 지옥의 사신 타칸          |
| 24화 | 12월 13일 | 차구와 아빠의 결심        |
| 25화 | 12월 20일 | 예상치 못한 함정          |
| 25화 | 12월 20일 | 타칸의 천적               |
| 26화 | 12월 27일 | 완벽함을 이기는 것        |
| 26화 | 12월 27일 | 괴수, 눈을 뜨다!          |

#### 2015년
| 회차 | 방영일  | 부제 (서브 타이틀)     |
| ---- | ------- | ---------------------- |
| 27화 | 1월 3일 | 장군멍군 불붙은 결승전 |
| 27화 | 1월 3일 | 다함께 아스타를 향해!  |

## 같이 보기
- 차구차구